# Ed Westwick
Edward "Ed" Westwick (Stevenage, Anglia, 1987. június 27. –) angol színész és zenész. Leginkább a Gossip Girl – A pletykafészek című sorozatól ismert, ahol Chuck Bass-t alakítja.

## Pályafutása
Szülővárosában a National Youth Theatre diákja volt. Karrierje kezdetén a brit műsorokban szerepelt, úgy mint a Doctors and Holders, a Casuality, illetve az Afterlife sorozatok, ez utóbbiban egy Darren nevű fiút alakít. A The Filthy Youth nevű rockegyüttes frontembere és alapítója. Zenésztársai: Benjamin Lewis Allingham, Jimmy Wright, Mitch Cox, and John Vooght. Az együttes életében most nem vállal aktív szerepet, színészi karrierjére koncentrál. Ennek ellenére a többi tag folytatta a zenélést, Ed pedig új csapatot szándékozik alakítani New Yorkban. A K-Swiss sportcipő márka új reklámarca, ezzel ő a második szereplő a Pletykafészekből, aki sportmárkát reklámoz.

## Magánélete
Westwick együtt járt színésztársával, Jessica Szohrral, a  Pletykafészekből. 2008-ig alkottak egy párt. Ed a szakításról annyit nyilatkozott, hogy „A barátnők túl sok fejfájást okoznak…”, majd a sorozat negyedik évadának forgatásán újra összejöttek.

## Filmek
| ÉV   | Cim                                   | Szerep                          |
| ---- | ------------------------------------- | ------------------------------- |
| 2004 | Goodbye K-Life                        | Nino Salithers                  |
| 2006 | Children Of Men Breaking and entering |                                 |
| 2007 | Son of Rambow                         | Lawrence Carter                 |
| 2008 | 100 Feet                              | Joey                            |
| 2009 | S.Darko                               | Randz Jackson                   |
| 2010 | The Commuter                          | Bell Boy                        |
| 2011 | Chalet girl                           | Jonny                           |
| 2012 | J. Edgar – Az FBI embere              | Smith ügynök, Hoover biográfusa |

## Televízió

### Főszerep
| Év   | Cím                           | Szerep     |
| ---- | ----------------------------- | ---------- |
| 2007 | Gossip Girl – A pletykafészek | Chuck Bass |

### Vendégszerepek
| Év   | Cím                            | Szerep |
| ---- | ------------------------------ | ------ |
| 2006 | Doctors                        |        |
| 2006 | Médium – A túlvilág kalandorai | Darren |
| 2006 | Casuallity                     |        |
| 2007 | Kaliforgia                     |        |

## További információ
- Ed Westwick a Facebookon
- Ed Westwick a PORT.hu-n (magyarul)
- Ed Westwick az Internetes Szinkronadatbázisban (magyarul)
- Ed Westwick az Internet Movie Database-ben (angolul)
- Ed Westwick a Rotten Tomatoeson (angolul)

1. ↑  https://www-elle-com.translate.goog/culture/celebrities/a62399095/who-is-amy-jackson-ed-westwick-wife/?_x_tr_sl=en&_x_tr_tl=iw&_x_tr_hl=iw&_x_tr_pto=sc&_x_tr_hist=true